# Soňa Balunová
Prof.Soňa Balunová, rozená Buriánová (8. června 1924 Brno - 1. únor 2013 Vídeň) byla československá reprezentantka ve volejbale, krasobruslení a atletice.

## Osobní život
Vystudovala Masarykovu universitu v Brně aprobaci tělesná výchova a zeměpis. 
V roce 1950 se provdala za českého lékaře a krasobruslaře MUDr. Miloslava Baluna. S manželem společně sportovali a později se věnovali trenérské práci. Kromě jiných, trénovali dva roky v Moskvě sovětské krasobruslaře. 
12 . prosince 1955 se jim narodila dcera Soňa, která se stala také úspěšnou krasobruslařkou, 6x se stala mistryní Rakouska a zúčastnila se i ZOH 1972 v Sapporu.

### Krasobruslení
Krasobruslení bylo jejím hlavním sportem, věnovala se mu od svých osmi let po celý život jako závodnice a později jako trenérka. V roce 1948 vytvořila sportovní pár s Miloslavem Balunem, který se stal později i jejím manželem. Získali společně 6 titulů mistra republiky a podařilo se jim získat také bronzovou medaili na mistrovství Evropy 1954 v Bolzanu. Do roku 1961 vystupovali také v profesionální lední revue.
Po ukončení kariéry se stala trenérkou mládeže v Praze, zde založila dětskou krasobruslařskou revue. Od roku 1967 začala trénovat v rakouském Linci, kde po srpnových událostech 1968 zůstala natrvalo a celých 30 let se zde úspěšně věnovala trenérské práci.

### Volejbal
Reprezentovat začala hned v prvním poválečném mezistátním zápase žen v roce 1947, bylo to v utkání s Polskem. Během své sedmileté reprezentační kariéry získala bronzovou medaili na mistrovství Evropy 1950 a dvakrát 2. místo na Světových akademických letních hrách (1949 v Budapešti a 1951 v Berlíně.
Jako členka ÚDA Praha se stala dvakrát mistryní republiky.

### Lehká atletika
V lehké atletice se věnovala hodu oštěpem, Československo reprezentovala společně s Danou Zátopkovou v mezistátních zápasech s Rakouskem, Polskem a Ruskem.